# Liste des œuvres d'art de Loir-et-Cher
Cet article recense les œuvres d'art dans l'espace public du Loir-et-Cher, en France.

## Liste
Les œuvres sont classées par ordre alphabétique de communes et, au sein de celles-ci, par ordre chronologique d'installation, dans la mesure des informations disponibles.

### Sculptures
| Œuvre                               | Auteur                | Commune              | Localisation                                                               | Notes | Installation | Coordonnées                      | Illustration                                                                                       |
| ----------------------------------- | --------------------- | -------------------- | -------------------------------------------------------------------------- | --- | ------------ | -------------------------------- | -------------------------------------------------------------------------------------------------- |
| Parcours artistique                 | Michel Blazy          | Averdon, Marolles    | Réserve naturelle nationale des vallées de la Grand-Pierre et Vitain       | | 2006         | 47° 40′ 49″ nord, 1° 17′ 42″ est | Parcours artistique                                                                                |
| Buste de l'abbé Henri Grégoire      | Alfred Jean Halou     | Blois                | À déterminer                                                               | Représente l'abbé Grégoire. | À déterminer | 47° 35′ 01″ nord, 1° 19′ 57″ est | Buste de l'abbé Henri Grégoire                                                                     |
| Statue de Denis Papin               | Aimé Millet           | Blois                | Escalier Denis-Papin                                                       | Représente Denis Papin. | À déterminer | 47° 35′ 17″ nord, 1° 20′ 00″ est | Statue de Denis Papin                                                                              |
| Statue équestre de Jeanne d'Arc (d) | Anna Hyatt Huntington | Blois                | Dans le jardin de l'Évêché                                                 | Représente Jeanne d'Arc. | 1921         | à géolocaliser                   | Statue équestre de Jeanne d'Arc (d)                                                                |
| Sans titre                          | Gilles Clément        | Blois                | Château de Blois                                                           | | 1992         | 47° 35′ 07″ nord, 1° 19′ 50″ est | Sans titre                                                                                         |
| Le Mur des mots                     | Ben                   | Blois                | Conservatoire national de musique et de l'école d'art                      | | 1995         | 47° 35′ 21″ nord, 1° 19′ 45″ est | Le Mur des mots                                                                                    |
| Statue de Porthos                   | Patrick Mériguet      | Bracieux             | À déterminer                                                               | Représente Porthos. | 2007         | à géolocaliser                   | Statue de Porthos                                                                                  |
| Statue de Diane chasseresse         | Antoniucci Volti      | Nouan-le-Fuzelier    | Intersection de l'avenue de Toulouse et de l'avenue de la Mairie           | | À déterminer | à géolocaliser                   | Image manquante                                                                                    |
| Buste de Paul Besnard               | À déterminer          | Romorantin-Lanthenay | Dans le square Ferdinand-Buisson                                           | | À déterminer | à géolocaliser                   | Buste de Paul Besnard                                                                              |
| Buste de Paul Renouard              | Albert Chartier       | Romorantin-Lanthenay | À déterminer                                                               | Représente Paul Renouard. | À déterminer | à géolocaliser                   | Buste de Paul Renouard                                                                             |
| Statue de Jeanne d'Arc              | À déterminer          | Saint-Laurent-Nouan  | À déterminer                                                               | Représente Jeanne d'Arc. | À déterminer | 47° 43′ 07″ nord, 1° 36′ 45″ est | Statue de Jeanne d'Arc                                                                             |
| Buste d'Eugène Labiche              | À déterminer          | Souvigny-en-Sologne  | À déterminer                                                               | Représente Eugène Labiche. | À déterminer | à géolocaliser                   | Buste d'Eugène Labiche                                                                             |
| Buste d'Honoré de Balzac            | André-Henri Torcheux  | Vendôme              | Dans le parc Ronsard                                                       | Représente Honoré de Balzac. | À déterminer | à géolocaliser                   | Buste d'Honoré de Balzac(en) « Honoré de Balzac à Vendôme », sur René et Peter van der Krogt       |
| Le Cavalier tombé                   | Louis Leygue          | Vendôme              | Dans le parc Ronsard                                                       | | À déterminer | à géolocaliser                   | Le Cavalier tombé(en) « Le Cavalier Tombé à Vendôme », sur René et Peter van der Krogt             |
| Statue de Rochambeau (d),           | Fernand Hamar         | Vendôme              | Sur la place Saint-Martin                                                  | Inscrite MH (2017). Représente Jean-Baptiste-Donatien de Vimeur de Rochambeau. L'originale de 1900 est fondue en 1942, dans le cadre de la mobilisation des métaux non ferreux. | 1974         | 47° 47′ 30″ nord, 1° 04′ 03″ est | Statue du maréchal Jean-Baptiste-Donatien de Vimeur de Rochambeau                                  |
| Buste du Maréchal de Rochambeau     | André-Henri Torcheux  | Vendôme              | Dans le jardin de la bibliothèque, rue Poterie                             | | À déterminer | à géolocaliser                   | Buste du Maréchal de Rochambeau(en) « Le Maréchal de Rochambeau », sur René et Peter van der Krogt |
| Statue de Pierre de Ronsard,        | Aimé Charles Irvoy    | Vendôme              | Dans le jardin de la bibliothèque, rue Poterie                             | Représente Pierre de Ronsard. L'originale de 1872 est fondue en 1942, dans le cadre de la mobilisation des métaux non ferreux.                                                  | 2012         | à géolocaliser                   | Image manquante                                                                                    |
| Buste de Pierre de Ronsard          | À déterminer          | Vendôme              | Dans le jardin de la bibliothèque, rue Poterie                             | Représente Pierre de Ronsard. Offert par la ville de Gevelsberg. | 1974         | à géolocaliser                   | Buste de Pierre de Ronsard(en) « Pierre de Ronsard à Vendôme », sur René et Peter van der Krogt    |
| Buste de Pierre de Ronsard          | À déterminer          | Vendôme              | Sur la façade de l'ancien lycée Ronsard, rue Saint-Jacques                 | Représente Pierre de Ronsard. | 1924         | à géolocaliser                   | Image manquante                                                                                    |
| Médaillon d'Honoré de Balzac        | Jeanne Massé          | Vendôme              | Au dessus de la porte du parc de l'ancien lycée Ronsard, rue Saint-Jacques | Représente Honoré de Balzac. | À déterminer | à géolocaliser                   | Image manquante                                                                                    |

### Fontaines
| Œuvre | Auteur | Commune | Localisation | Notes | Installation | Coordonnées | Illustration |
| ----- | ------ | ------- | ------------ | ----- | ------------ | ----------- | ------------ |

### Œuvres disparues ou retirées
| Œuvre | Auteur | Commune | Localisation | Notes | Installation | Coordonnées | Illustration |
| ----- | ------ | ------- | ------------ | ----- | ------------ | ----------- | ------------ |